# Mario Galgano
Mario Galgano (* 6. März 1980 in Schwyz) ist ein Historiker und Journalist. Er ist Redakteur, Hörfunkmoderator und Nachrichtensprecher bei Radio Vatikan.

## Leben
Galgano, in der Schweiz aufgewachsen, hat Geschichte, Journalismus und Romanistik in Freiburg im Üechtland studiert und 2005 ein Lizentiat an der Universität Freiburg abgeschlossen. Er war freier Mitarbeiter bei der Zeitung Bote der Urschweiz und beim Forum der Schweizer Geschichte (Landesmuseum) in Schwyz. 
Von 2004 bis 2006 war er Pressesprecher und Informationsbeauftragter der Schweizer Bischofskonferenz und Verantwortlicher für die Medien-Akkreditierung für den Papstbesuch von Papst Johannes Paul II. im Jahre 2004. Seit November 2006 ist Galgano als Redakteur bei der deutschsprachigen Sektion von Radio Vatikan tätig; er ist Moderator der Wochensendung „Weltkirchen-Magazin“ und Sprecher der Nachrichtensendung „Treffpunkt Weltkirche“. Galgano ist auch Rom-Korrespondent der Katholischen Sonntagszeitung für Deutschland. 2013 veröffentlichte er das Buch „Franziskus – Der Papst vom anderen Ende der Welt. Ein Portrait.“
Galgano ist seit 2019 Mitglied des Römischen Instituts der Görres-Gesellschaft. Er wurde am 13. Oktober 2020 mit der von Volker Reinhardt betreuten Dissertation „Die Ständige Nuntiatur in Luzern und die Eidgenossenschaft in der Neuzeit. Eine Edition mit Quellenauswertung und Dokumentation zum Bild der Schweiz bei den Papstgesandten von 1586 bis 1654“ von der Philosophischen Fakultät im Departement für Geschichte der Universität Freiburg im Üechtland (Schweiz) promoviert.
Im Juli 2025 ist sein Buch „Papst Leo XIV. - Der Papst des Friedens. Ein Porträt.“ erschienen.
Mario Galgano ist seit Oktober 2006 mit der ukrainischen Theologin Nataliya Karfut verheiratet.

## Schriften
- Karl Borromäus und die katholische Reform: Akten des Freiburger Symposiums zur 400. Wiederkehr der Heiligsprechung des Schutzpatrons der katholischen Schweiz, Academic Press Fribourg 2009 / Kohlhammer Stuttgart 2010, zusammen mit Mariano Delgado, Urs Altermatt, Martin Klöckener, Harm Klueting et al.
- 100 Irrtümer über Benedikt XVI., Benno-Verlag Leipzig 2008, ISBN 978-3-7462-2481-7.
- Die Beisassen des Alten Landes Schwyz zwischen 1798 und 1803: Streben nach Rechtsgleichheit und Widerstand gegen die Helvetik, VDM Verlag Dr. Müller Saarbrücken 2009, ISBN 978-3-63911-124-8.
- Franziskus – Der Papst vom anderen Ende der Welt. Ein Portrait. Sankt-Ulrich-Verlag 2013, ISBN 978-3-86744-245-9.